# Jesper Juul (chercheur)
Pour les articles homonymes, voir Jesper Juul et Juul.
Jesper Juul, né à Århus en 1970, est un game designer, chercheur et conférencier dans le domaine des game studies. Il est actuellement professeur conférencier à la Royal Danish Academy.
Il a créé Soup Games, il tient également un blog sur ses recherches intitulé The Ludologist.

## Biographie
En février 1999, Juul a obtenu un M.A en littérature danoise à l'Université de Copenhague grâce à sa thèse "A Clash between Game and Narrative ".
De 2000 à 2003 il a étudié à l'Université IT de Copenhague où il a décroché un Ph.D en littérature danoise et écrit sa dissertation "Half-Real: Video Games between Real Rules and Fictional Worlds" qu'il a ensuite retravaillé pour en faire un livre.
En 2006, il collabore dans la création de la Nordic Game Jam, célébrée cette année dans les installations de l'université IT.

## Travail théorique
Bien que sa thèse de 1999 concernait le rejet de la narration comme outil utile pour comprendre les jeux vidéo, et bien qu'il soit souvent considéré comme un ludologue, ses travaux les plus récents traitent également des aspects fictifs des jeux vidéo.
Le livre de Juul sur la théorie des jeux vidéo, Half-Real: Video Games Between Real Rules and Fictional Worlds a été publié par MIT Press en 2005 et nommé par le designer Ernest Adams comme l'un des "50 livres pour tous dans l'industrie du jeu".
Son deuxième livre, A Casual Revolution, concerne l'essor des casual games et l'expansion de l'audience du jeu vidéo en termes d'âge et de sexe.
Juul parle dans son troisième livre, The Art of Failure de ses expériences personnelles de complétionniste obsessionnel et de la frustration qui en résulte. Il traite du paradoxe selon lequel les joueurs apprécient de perdre dans les jeux même si le fait de perdre est frustrant.
Juul recense ses travaux sur adk.elsevierpure.com.

## Théorie du flow
En 2009, Juul a conduit une expérience portant sur l'échec en se basant sur la théorie du flow où il a développé un prototype de jeu où il variait les paramètres de difficulté et l'a fait tester à un panel de joueurs. Il en déduit qu'il y a un paradoxe de l'échec dans le jeu vidéo: les joueurs bien qu'ils n'aiment pas perdre, s'attendent à perdre au moins une fois afin de pouvoir apprécier le jeu qui leur est donné.

## Théorie du monde fictif

### Qu’est-ce qu'un monde fictif?
« Le Half Real du titre fait référence au fait que les jeux vidéo sont deux choses assez différentes en même temps : les jeux vidéo sont réels en ce sens qu'ils sont constitués de règles réelles avec lesquelles les joueurs interagissent réellement ; que gagner ou perdre un jeu est un événement réel. Cependant, lorsque vous gagnez une partie en tuant un dragon, le dragon n'est pas un vrai dragon, mais un dragon fictif. Jouer à un jeu vidéo, c'est donc interagir avec des règles réelles tout en imaginant un monde fictif et un jeu vidéo c'est aussi bien un ensemble de règles qu'un monde fictif. » Jesper Juul, Half Real, 2011, p.1 (traduction libre)
Tous les jeux ont des règles, beaucoup de jeux ont aussi un monde fictif
Un monde fictif au sein d'un jeu vidéo peut être perçu comme incohérent ou contradictoire mais ces fictions sont explicables si elles sont soutenues par des règles permettant de donner au joueur un semblant de direction. En réalité, le joueur n'a pas besoin de beaucoup de cohérence lorsque soumis à une fiction. Les mondes fictifs sont partiellement décrits par le jeu et imaginés dans l'esprit du joueur.
Voici certaines façons dont le joueur est amené à imaginer un monde fictif de jeu :
- Les graphismes
- Le son
- le texte
- les scènes cinématiques
- le nom du jeu
- Le toucher, par les vibrations de la manette
- Les règles du jeu
- les actions du joueur

Tous ces éléments donnent des indices sur le monde fictif dans lequel le joueur évolue.
"Les règles d'un jeu contribuent également au monde fictif. Même si les graphismes étaient les mêmes, le monde-squelette fictif d'EverQuest serait perçu tout à fait différemment s'il n'attaquait jamais le joueur, s'il s'enfuyait toujours, ou s'il était plus fort ou plus faible. De cette façon, les règles fonctionnent avec la couche de représentation du jeu pour projeter le monde du jeu" Thomas Pavel, Fictional Worlds, 1986, p.136 (traduction libre)
Lorsque l’on écrit une histoire, il est impossible de créer un monde fictif complet.
Un monde fictif est forcément incomplet car il est impossible de décrire parfaitement chacun des détails d’un monde fictif. C’est là qu'intervient l’imagination du joueur car certaines de ces informations manquantes vont être complétées par le joueur basé sur sa compréhension du vrai monde et de sa compréhension du genre dans lequel se situe le jeu.
Par exemple, dans un monde de fantaisie, il serait normal d’imaginer que si je croise une sorcière, celle-ci risque d’avoir des pouvoirs magiques car dans les mondes de fantaisie, les sorcières maîtrisent la magie.
Les joueurs vont toujours ajouter au jeu leurs connaissances déjà acquises ainsi que leurs attentes pour compléter au mieux le monde fictif.

## Critère de description d'un jeu
Jesper Juul considère qu'il existe plusieurs critères afin de différencier les jeux des non-jeux.
Pour Jesper Juul un jeu est composé de six critères :
- Des règles fixes.
- Des résultats variables et quantifiables.
- Des valorisations de différents résultats.
- Le joueur fournit des efforts pour influencer le résultat.
- Le joueur se sent émotionnellement attaché au résultat.
- Les conséquences de l’activité sont négociables.

Jesper Juul défini d'autres critères (genre de jeu) comme des jeux qui sont à la limite du non-jeu qui sont eux considérés par cinq :
- Le roleplay (papier ou non), qui ne peut pas être un jeu par c’est une règle flexible.
- Les simulations ouvertes ou avec une fin, qui ne peut pas être un jeu car il n’y a aucune valorisation de différents résultats.
- Les jeux basés sur la chance : pas d’effort du joueur, des conséquences déjà négociées.
- Les jeux de chance pure : pas d'effort du joueur.
- Les jeux basés sur les compétences du joueur : des conséquences prénégociées.

Enfin il explique que certains critères ne sont pas des jeux considérés ici par six genres :
- Les jeux narratifs : pas d'effort du joueur, pas d'attachement, un résultat prédéfini.
- Les jeux à choix multiples : résultat prédéfini et pas d'attachement.
- Les jeux de rôles : des règles variables.
- Conway's Game of Life : pas d'effort du joueur, pas d'attachement, résultat non valorisé
- Les jeux de guerre : conséquence non négociable.
- Ring a ring o' roses : résultat prédéfini, pas d'attachement.

## Théorie de la difficulté
Dans “Fear of Failing? The Many Meanings of Difficulty in Video Games” issu du livre “The Video Game Theory Reader 2” de Bernard Perron and Mark J. P. Wolf en 2009, Jesper Juul démontre que pour être satisfaisant, un jeu ne doit être “ni trop facile, ni trop difficile” car la difficulté rencontrée par le joueur va lui faire aimer sa victoire.
Il définit la punition comme une conséquence de l’échec d’un joueur et propose quatre types de punitions:
- Privation d’énergie : retire de l’énergie, se rapproche de la privation de vie
- Privation de vie : retire une vie (ou retenter la zone), se rapproche de la suppression de partie
- Suppression de la partie : perte de la progression, le joueur recommence depuis le début
- Retour en arrière : replace le joueur un peu en arrière en lui retirant des collectables

Avec le temps les jeux se sont éloignés du Game Over (comme les jeux d’arcade) pour se diriger vers des punitions moins violentes.
Harold K. Kelley dans sa théorie de l’attribution discerne trois causes auquel les joueurs ont tendance à attribuer leurs échecs :
- Une personne : l’échec proviendrait d’un trait personnel comme l’habilité ou la logique
- Une entité : l’échec proviendrait d’une entité en jeu (comme un ennemi)
- Une circonstance : l’échec proviendrait des circonstances dans lesquelles il s’est produit (en jeu ou du côté du joueur, comme un manque de sommeil)

En diminuant les punitions infligées au joueur, les game designers diminueraient aussi la responsabilité des joueurs vis à vis de leur défaite.
A l’aide d’un prototype de jeu développé avec la compagnie Gamelab, Jesper Juul a conduit deux test, le premier avec 9 participants (en parité) dans les studios et le second avec 85 participants (très majoritairement masculins) dont les conditions sont disponibles dans son livre.
Il démontre ainsi qu’une victoire acquise trop facilement ou une défaite hors de notre contrôle impactent négativement les sentiments du joueur qui préfèrent être responsable de leur défaite, puisqu’ils sont acteurs des conditions de réussite.
Tous ces test ramènent Juul à la théorie du Flow de Mihaly Csikszentmihalyi qui montre que le flow est un état d’esprit atteignable par le joueur quand il atteint l’équilibre entre la difficulté et les compétences acquises. Ce flow dépend beaucoup du joueur lui-même et de la vision qu’il a de ses propres compétences.
Juul se trouve alors coincé entre des conclusions opposées, puisque la défaite entraîne une déception et force le joueur à revoir sa stratégie (ce qui est satisfaisant) alors qu’une victoire est satisfaisante mais lassante à la longue. Cela viendrait du fait que le joueur désire à la fois gagner et obtenir d’autres sources de satisfaction (esthétiques, logiques, …).
Il se trouve également que le plaisir recherché dans le jeu vidéo est bien plus élevé que dans un contexte autre que le loisir (comme le travail) et de ce fait le joueur étant feignant il prendra la route la plus rapide pour se rendre à son objectif. Jonas Heide Smith a documenté la manière qu’ont certains joueurs de se donner des handicaps pour augmenter la difficulté.